# Matti Nuutinen
Pour les articles homonymes, voir Nuutinen.
Matti Nuutinen, né le 6 mai 1990 à Turku (Finlande) est un joueur finlandais de basket-ball. Il évolue au poste d'ailier.

## Palmarès
- Championnat de Finlande : 2012 et 2013